# ボクの婚約者
『ボクの婚約者』（ボクのフィアンセ）は、弓月光の漫画作品である。1983年から1986年に「月刊少年ジャンプ」（集英社）で連載された。コミックスは全7巻。文庫版は全4巻。

## 概要
それまで長らく少女漫画で活動してきた作者が、本格的に少年漫画に進出した作品。内容、作風とも、それまでの少女漫画作品と特筆するほどの大きな違いは無いが、本作により掲載誌のターゲット（特に10代の少年読者層）に知名度をあげた。また、その後作者は青年漫画を活動の中心としているため、少年漫画と言えるカテゴリーの作品は少なく、本作品は稀有な作品のひとつである。
因みに少女漫画時代の代表作「エリート狂走曲」のキャラ（片桐哲矢・美波唯）も成人した姿で、また竜児の通う東方中学の担任が志乃田修先生など、弓月漫画のキャラがモブキャラクター出演している。

## あらすじ
主人公の久保 竜児（くぼ りゅうじ）は、私立東方中学校に通う男子中学生。中学2年の冬休みに幼馴染の白瀬 陽子（しらせ ようこ）を含めた友人たちと苗場スキー場に遊びに出掛けていた。
竜児は、そこで同じ歳の美少女・川原椎名（かわはら しいな）と出逢う。川原家は、総合病院を二院経営する大病院であり資産家。椎名は、両親の結婚後永らく子宝に恵まれず、ようやく授かった一人っ子であるため溺愛されて育った生粋のお嬢様である。
スキー場で二人は何かと接触しては揉めていた。そして、竜児の不注意から椎名を巻き込む事故を起こしてしまい、彼女の額にスキーのエッジで深い傷を負わせてしまう。
新学期になって、竜児のクラスに椎名が転校してくる。年頃の女の子の顔に生涯残るような傷を負わせた責任を問われた竜児は、親たちの話し合いのみで婚約させられていた。また結婚後は婿養子として川原家の籍に入ることも決められており、「川原家の婿（仮）」として早速、椎名の暮らすマンションで同居することに。自分の与り知らぬところで話が進んでいたため当初は戸惑いを隠せなかったが、美少女の椎名と甘い同居生活が送れるなら…と胸の内で期待してマンションに赴いた。しかし、その思惑は待ち受けていたスパルタ方針を掲げる教育係に一瞬で打ち砕かれた。あてがわれた部屋は狭く、与えられた家事は多いうえに細かくチェックが入る。まるで住みこみの家政婦のようである。更には、大学の医学部を目指すために成績も格段にあげなければならない。竜児の意思は二の次、川原の家に相応しい優秀な医者、婿養子になる為の恐怖の花婿修行の日々が始まったのだった。
美貌に恵まれた上に成績優秀、世間知らずで自由奔放、我が儘で勝気な椎名。私立中学には通っているが勉強は大嫌い、実家も庶民的な八百屋を営んでおり、ごく一般的な生活を送ってきた明るくて活発さだけが取り得の竜児。初めは渋々承諾した婚約であり、お互いが相容れない価値観の違いや誤解から喧嘩が絶えなかった。しかし少しずつお互いの良いところを見出しては惹かれ、いつしか相思相愛になっていく。

## テレビドラマ
1986年1月13日にフジテレビの単発ドラマ枠「月曜ドラマランド」で放映された。当時ブームだったおニャン子クラブ初主演のドラマで、主演は椎名役の福永恵規、他出演者には内海和子（陽子役）ら、おニャン子も多数出演して脇を固めた。原作とは程遠いストーリー展開であったが、好評を受けて、同月曜ドラマランド枠で引き続き主演の二人をそのまま据えて、大まかな設定と“婚約者”というネーミングを借りたオリジナル・ドラマが2本作られた。

### スタッフ
- 演出：高橋勝
- プロデューサー：小田切成明、宅間秋史、清水賢治
- 企画：岡正
- 原作：弓月光
- 脚本：浦沢義雄
- 制作：フジテレビ、アズバーズ

### 出演
- 福永恵規 - 川原椎名 役
- 長島ナオト - 久保竜児 役
- 内海和子 - 白瀬陽子 役
- 斎藤晴彦  -竜児の父 役
- 榊原るみ - 竜司の母 役
- 嵯峨善兵 - 川原源治郎 役
- 水沢有美
- 頭師孝雄
- 児島美ゆき
- 国生さゆり
- 高井麻巳子
- 岩井由紀子
- 樹原亜紀
- 名越美香
- 増田康好
- 島田彰
- 山崎猛
- 大山豊
- 東美江
- 村上幹夫
- 森篤夫
- 上田弘司
- 藤山健剛

### リリース履歴
| 規格    | 発売日         | レーベル         | 品番       | 備考 |
| ------- | -------------- | ---------------- | ---------- | --- |
| DVD-BOX | 2005年10月19日 | ポニーキャニオン | PCBC-60775 | 『おニャン子クラブ in 月曜ドラマランド』BOX-1に 「もしかして婚約者!?」「いきなり婚約者!!」と共に収録。 特典映像DISC付。 |
| DVD     | 2005年10月19日 | ポニーキャニオン | PCBC-70772 | 上記のDVDの単品版。 レンタル専用。                                                                                      |